# Harald Nørregaard

Harald Nørregaard und seine Frau Aase von Edvard Munch gemalt (1899; Nationalmuseum Oslo)

Harald Nørregaard (* 30. Mai 1864 in Vestre Aker; † 1938) war ein norwegischer Rechtsanwalt am Obersten Gerichtshof. Er war außerdem Präsident der norwegischen Anwaltskammer (1904–1907), Gründer (1893) der Anwaltskanzlei Hjort (ursprünglich H. Nørregaard), einer der führenden Anwaltskanzleien in Norwegen, und enger Freund und Rechtsanwalt des Malers Edvard Munch. Er und seine beiden Frauen wurden von Munch mehrmals gemalt, und er besaß mehrere der berühmtesten Gemälde Munchs.
Nørregaard war Sohn des Obersten und Adjutanten des Königs, Hans Jacob Nørregaard (1832–1900), und dessen Frau Sophie Wegner (1838–1906) sowie Enkel des Industriellen Benjamin Wegner. Er war Bruder des international bekannten Kriegsberichterstatters und Arbeitsministers in der Provisorischen Regierung in China Benjamin Wegner Nørregaard und des Weinhändlers und Konsuls in Tarragona, Ludvig Paul Rudolf Nørregaard.